# فيرجينيا مادسن
فرجينيا مادسن (بالإنجليزية: Virginia Madsen)‏ (مواليد 11 سبتمبر 1961) هي ممثلة أمريكية، رشحت لجائزة الأوسكار لأفضل ممثلة مساعدة وجائزة غولدن غلوب في 2004 عن دورها في فيلم الطرق الجانبية، وشاركت عام 2015 في فيلم جوي من إخراج تي في غايد.

## الحياة الشخصية
هي ابنة ميلسون نيي، وهي شاعرةٌ، ومنتجة وكاتبةٌ مسرحيّةٌ، أما والدها فهو رجل إطفاء.

## روابط خارجية
- فيرجينيا مادسن على موقع IMDb (الإنجليزية)
- فيرجينيا مادسن على موقع روتن توميتوز (الإنجليزية)
- فيرجينيا مادسن على موقع ألو سيني (الفرنسية)
- فيرجينيا مادسن على موقع ميوزك برينز (الإنجليزية)
- فيرجينيا مادسن على موقع أول موفي (الإنجليزية)
- فيرجينيا مادسن على موقع بوكس أوفيس موجو (الإنجليزية)
- فيرجينيا مادسن على موقع قاعدة بيانات الأفلام السويدية (السويدية)
- فيرجينيا مادسن على موقع إن إن دي بي (الإنجليزية)
- فيرجينيا مادسن على موقع ديسكوغز (الإنجليزية)
- فيرجينيا مادسن على موقع قاعدة بيانات الفيلم (الإنجليزية)